# Леонтьева, Наталья Юрьевна
Наталья Юрьевна Леонтьева (род. 5 июля 1987 года) — российская легкоатлетка, специализирующаяся в беге на длинные дистанции.

## Карьера
Наталья в селе Сарданга Сунтарского района Якутской АССР.
Занимается горным бегом и бегом на длинные дистанции.
Является первой в истории легкой атлетики Якутии спортсменкой, подготовленной в Якутии якутским тренером Дмитрием Васильевичем Колесовым до члена сборной команды России.

### Горный бег
- Чемпионка России по горному бегу среди юниорок 2006 года в Железноводске;
- Серебряный призёр Кубка Мира по горному бегу среди юниорок 2006 года, победительница Кубка мира в составе сборной команды России с выполнением нормы МСМК в г. Бурса Турции;
- Серебряный призёр чемпионата России по горному бегу 2007 года в Железноводске;
- Чемпионка России по горному бегу среди молодежи 2007 года в Железноводске;
- Победительница Кубка Россия по горному бегу (спуск, подъём) 2007 года в Королёве;
- 23 место на чемпионате мира по горному бегу (спуск, подъём) 2007 года в Сайлон-Овранназ (Швейцария);
- Бронзовый призёр России среди молодежи по горному бегу 2008 года в Железноводске;
- Бронзовый призёр чемпионата России по горному бегу 2008 года в Железноводске;
- 15 место на чемпионате Европы по горному бегу (спуск-подъём) 2008 года в Зелл-ам-Хамерсбах (Германия);
- 16-место на чемпионате мира по горному бегу 2008 года (спуск-подъём), Гран-Монтана (Швейцария);
- 5 место на чемпионате Европы по горному бегу 2009 года, Тельфес (Швейцария);

### Бег на длинные дистанции
- 5 место на первенстве России среди юниорок на дистанции 5000 м 2006 года в Туле;
- 4 место на первенстве России среди молодежи на дистанции 10000 м, 2008 года в Челябинске;
- Серебряный призёр первенства России среди молодежи в помещении 2009 года на дистанции 3000 м с препятствиями в Саранске;
- Чемпионка России среди студентов 2011 года на дистанции 3000 м и бронзовый призёр на дистанции 1500 м в Волгограде;
- 4 место на чемпионате России 2012 в беге на дистанции 3000 м с новым рекордом Якутии 8.57,80. Хотя Наталья выполнила норматив (8.58,0) допуска на чемпионат Европы, но не попала в квоту на трёх человек от России. На дистанции 5000 м она была пятой с результатом 15.41,56 с.
- 2 место на командном чемпионате России 2012 на дистанции 5000 м с результатом 15.37,46.
- 6 место на чемпионате России 2012 на дистанции 10000 м с новым рекордом Якутии — 32.44,20.
- Бронзовый призёр чемпионата России в помещении 2013 года на дистанции 3000 м.
- 8 место на дистанции 10000 метров на Универсиаде в Казани.
- Бронзовый призёр чемпионата России 2015 года на дистанции 5000 метров.
- Бронзовый призёр чемпионата России по кроссу весны 2016 года на дистанции 6 км.
- Бронзовый призёр чемпионата России 2018 года на дистанции 3000 м с препятствиями.
- Серебряный призёр чемпионата России по кроссу весны 2019 года на дистанции 5 км.